# Einer von uns (Bürgerinitiative)
Einer von uns (englisch One of us) ist eine europäische Bürgerinitiative. Sie wurde 2012 registriert. Sie setzt sich dafür ein, dass die Gewährleistung des Schutzes menschlicher Embryonen gemäß EU-Recht durchgesetzt wird. Die Initiative will erreichen, dass die Europäische Union keine Stammzellenforschung mehr finanziert, bei der Embryonen für die wissenschaftliche Forschung verwendet werden. Zeichnungsfrist war der 1. November 2013. Der von der Bürgerinitiative formulierte  Vorschlag für einen Rechtsakt erreichte bis zum 1. November 2013 1.897.588 Unterschriften.
Die Initiatoren berufen sich hierzu auf eine höchstrichterliche Entscheidung des Europäischen Gerichtshofes (EuGH) vom 18. Oktober 2011, welche nach Ansicht der Initiatoren jeden menschlichen Embryo aufgrund der Menschenwürde als schützenswert erklärt.
Koordinatoren der Initiative sind der deutsche Politikwissenschaftler Tobias Teuscher als Kontaktmann für Europa sowie Hedwig von Beverfoerde und Manfred Libner als Ansprechpartner für Deutschland. Die Initiative hat ihren Sitz in Berlin. Alle Vertreter des leitenden Gremiums gehören der Lebensrechtsbewegung an.
Am 28. Mai 2014 beschloss die Europäische Kommission nach einem Treffen mit Vertretern der Bürgerinitiative „keinen Legislativvorschlag vorzulegen, da die Mitgliedstaaten und das Europäische Parlament erst vor kurzem die EU-Politik in diesem Bereich erörtert und beschlossen haben“.

## Anliegen
Der Vertrag von Lissabon führte für die EU-Bürger ein neues direktdemokratisches Element ein, nämlich die Möglichkeit einer sogenannten Europäischen Bürgerinitiative (Art. 11 Abs. 4 EU-Vertrag): Die EU-Kommission muss sich mit einem Thema beschäftigen, wenn in Europa (gemäß einem bestimmten Schlüssel; Näheres unten) eine Million Unterschriften zu einem Thema gesammelt wurden.
2011 entschied der Europäische Gerichtshof auf Initiative von Greenpeace, dass ein Verfahren nicht patentiert werden darf, wenn dabei menschliche Embryonen vernichtet werden (Brüstle-Urteil).
Die Europäische Bürgerinitiative Einer von uns fordert, „dass dieses Grundsatzurteil […] in allen Perspektiven umgesetzt wird.“ Das Urteil des Europäischen Gerichtshofes lehnte allerdings nur die Patentierbarkeit entsprechender Entwicklungen ab, nicht aber die Forschung mit menschlicher Embryonen.
Die Initiative verlangt einen „rechtlichen Schutz der Würde, des Rechts auf Leben und der Unversehrtheit jeder menschlichen Person vom Zeitpunkt der Empfängnis an.“
Zu den Kernforderungen des Anliegens zählt: „Die Würde des menschlichen Embryos muss geachtet und seine Unversehrtheit sichergestellt werden. Dies geht aus der Entscheidung des EuGH in der Rechtssachte Brüstle hervor, in der der Embryo als erste Stufe der Entwicklung jedes Menschen anerkannt wird. Die EU möge daher, um die Kohärenz ihrer Politik in allen Bereichen, in denen das Leben des menschlichen Embryos auf dem Spiel steht, sicherzustellen, der Finanzierung aller Aktivitäten (insbesondere in den Bereichen Forschung, Entwicklungspolitik und öffentliche Gesundheit), die die Zerstörung menschlicher Embryonen voraussetzen, unterbinden.“
Kritik wird an der Finanzierung der beanstandeten Technik aus Steuermitteln geübt. Solche frei werdenden Mittel könnten zurück in den Reservehaushalt der EU-Kommission fließen. Es handele sich laut Teuscher um 144 Millionen Euro, die im Rahmen des siebten Rahmenforschungsprogramms eingestellt waren.
Die beiden Hauptforderungen von Einer von uns sind (Stand September 2013):
- Stopp von EU-Geldern für Forschung mit embryonalen Stammzellen und Klonen sowie
- keine finanzielle Förderung von Abtreibung als Mittel der Bevölkerungskontrolle und der Familienplanung unter dem (als euphemistisch kritisierten) Begriff der „sexuellen und reproduktiven Gesundheit“ im öffentlichen Gesundheitswesen und in der Entwicklungshilfe.[11]

## Quoren
Die Initiative wurde am 11. Mai 2012 auf Italienisch als Uno di noi registriert. Vom Zeitpunkt der Bestätigung blieben zwölf Monate Zeit, um die erforderliche Anzahl von Unterstützungsbekundungen zu sammeln. Insgesamt wurden eine Million Stimmen benötigt, davon eine Mindestanzahl in mindestens sieben Mitgliedstaaten. Für Deutschland waren 74.250 Unterzeichner nötig. Ende der Sammelfrist war der 1. November 2013.
Am 12. September 2013 waren eine Million Unterschriften gesammelt; in Deutschland, Frankreich, Italien, Litauen, Niederlanden, Österreich, Polen, Rumänien, Slowakei, Spanien und Ungarn wurde das Quorum erreicht.

## Unterstützer
Vertreter der römisch-katholischen Kirche begrüßten die Initiative, unter ihnen (der seit März 2013 emeritierte) Papst Benedikt XVI. und Papst Franziskus. Die katholische Deutsche Bischofskonferenz selbst ruft nicht zur Unterschrift auf, da sie grundsätzlich keine Unterschriftenaktionen unterstütze. In Deutschland unterstützen die katholischen Bischöfe jedoch mehrheitlich die Initiative, darunter der Kölner Joachim Kardinal Meisner, der Erzbischof von Berlin, Rainer Maria Kardinal Woelki der Eichstätter Bischof Gregor Maria Hanke und der Augsburger Weihbischof Anton Losinger, der auch Mitglied des Deutschen Ethikrats ist. Das Präsidium des Zentralkomitees der deutschen Katholiken unterstützt ebenfalls „das Anliegen der Initiatoren, den Lebensschutz auf europäischer Ebene zu fördern“.
Die Vereinigung Evangelischer Freikirchen (VEF) unterstützt die Initiative. Der Vorstand der VEF lädt alle Christen in den Mitgliedskirchen ein, zu unterschreiben und Unterschriften zu sammeln. Als Unterstützer werden auch genannt: der Philosoph Robert Spaemann, der ehemalige Bundesverfassungsrichter Ernst-Wolfgang Böckenförde, der Prorektor der Freien Theologischen Hochschule Gießen Stephan Holthaus und der Generalsekretär der Deutschen Evangelischen Allianz Hartmut Steeb. Die Leitung der Heilsarmee in Deutschland, Litauen und Polen unterstützt die Bürgerinitiative.
Die Initiative wird von Politikern verschiedener Parteien unterstützt, zum Beispiel Hubert Hüppe (CDU), Behindertenbeauftragter der Bundesregierung, Robert Antretter von der SPD und Peter Liese, der gesundheitspolitische Sprecher der EVP. Liese erklärte: „Wenn eine Technik aus Gründen des Schutzes der Menschenwürde nicht patentiert werden darf, dann sollte die EU diese Technik auch nicht aus Steuermitteln fördern.“ Hüppe betonte, dass die Haltung der Initiative auch der Politik der Bundesregierung (damals Kabinett Merkel II) entspreche.
Martin Kastler, Europaabgeordneter (CSU) und Vizepräsident der interfraktionellen Arbeitsgruppe Bioethik im Europäischen Parlament, empfing Vertreter der Europäischen Bürgerinitiative in Brüssel. Als einer der ersten Europaabgeordneten stellte sich Kastler hinter die Initiative: „Es ist beeindruckend, mit welchem Engagement sich Bürger aus ganz Europa – vor allem auch junge Menschen – dem Erfolg der Bürgerinitiative verschrieben haben.“
Im Vereinigten Königreich erhielt die Initiative Unterstützung von CARE International und dem mittlerweile verstorbenen Erzbischof von Southwark, Peter Smith.

## Kritiker
Die Europäische Humanistische Föderation positionierte sich gegen die Initiative und begründete dies mit zwei Punkten. Zum einen fordere die Initiative ein „Verbot von EU-Mitteln für die Forschung mit menschlichen embryonalen Stammzellen“, obwohl diese Forschung bei der „Heilung einer Reihe von degenerativen Erkrankungen helfen könnten (z. B. Parkinson-, Huntington- und Alzheimer-Erkrankungen, Diabetes und Herzinsuffizienz).“ Zum anderen fordere sie ein „Verbot von EU-Mitteln für Nichtregierungsorganisationen, die Dienstleistungen zur sexuellen und reproduktiven Gesundheit und Rechte (SRHR) von Frauen in den Entwicklungsländern“ bereitstellten, obwohl diese Dienste „Leben retten, die Armut verringern und die Kontrolle von Frauen über ihre Sexualität und ihren Körper verbessern“ würden.

## Auswirkungen
Das Ziel der Initiative war im Oktober 2013 durch eine (von Planned Parenthood unterstützte) Beschlussempfehlung für das EU-Parlament gefährdet, in der es darum ging, das bisher nicht existierende „Recht auf Abtreibung“ europaweit durchzusetzen (Entschließungsantrag A7-0306/2013). Die Petition wiederum beeinflusste möglicherweise mit ihren zu diesem Zeitpunkt rund 1,4 Millionen Unterstützern die Zurückverweisung dieses Vorschlags an den Frauen- und Gleichstellungs-Ausschuss des EU-Parlaments.
Die Umsetzung des Anliegens hätte nach der Meinung der Lebensrechtsorganisation European Dignity Watch den beiden Organisationen Marie Stopes International und International Planned Parenthood Federation die EU-Finanzierung für deren Abtreibungsprogramme entzogen.
Am 9. und 10. April 2014 empfing die Kommission Vertreter der Initiative in Brüssel. Es fand eine öffentliche Anhörung mit Vertretern der Kommission sowie mit Abgeordneten des Europaparlaments statt. Am 28. Mai 2014 entschied die Europäische Kommission, keinen Gesetzgebungsvorschlag als Antwort auf die Europäische Bürgerinitiative One Of Us vorzulegen.
Die Bürgerinitiative verklagte daraufhin die Kommission, unter anderem mit dem Argument, dass die Weigerung der Kommission nicht hinreichend begründet worden sei. Die Initiative unterlag im April 2018 vor dem Gericht der Europäischen Union und im Dezember 2019 vor der Großen Kammer des Europäischen Gerichtshofs.